# أحمد صالح الحميضي
أحمد صالح العيسى الحميضي، (1867 - 1962) تاجر وعضو مجلس الشورى الكويتي عام 1921. عضو المجلس التشريعي من عام 1921 إلى 1939، ومن مؤسسي المدرسة الأحمدية وكبار المتبرعين لها، ومدير عام بلدية الكويت سنة 1946.

## حياته
ولد الحميضي في حي القبلة من مدينة الكويت عام (1867)، وهو من التجار المستوردين من الهند، دخل الحياة السياسية عبر تعيينه عضوا في مجلس الشورى الكويتي سنة 1921 م، كما انتخب عضو المجلس التشريعي الأول سنة 1921 و1939، وهو من مؤسسي المدرسة الأحمدية حيث تبرع بمئتين و خمسين روبية و في رواية تقول تبرع بخمسمائة روبية، وعين مدير عام البلدية أغسطس 1946 م، وهو عضو اللجنة الثلاثية لإعداد قائمة بأسماء الناخبين المجلس التشريعي الأول.

## وفاته
توفي أحمد صالح الحميضي في 15 مارس عام 1962 م، وعمره حوالي 95 سنة.